# Příbram (distrito)
Příbram é um distrito da República Checa na região de Boémia Central, com uma área de 163 km² com uma população de 107 739 habitantes (2002) e com uma densidade populacional de 661 hab/km².